# Südvorstadt (Pirna)
Die Südvorstadt ist ein Stadtteil von Pirna, der Kreisstadt des Landkreises Sächsische Schweiz-Osterzgebirge.

## Geographie

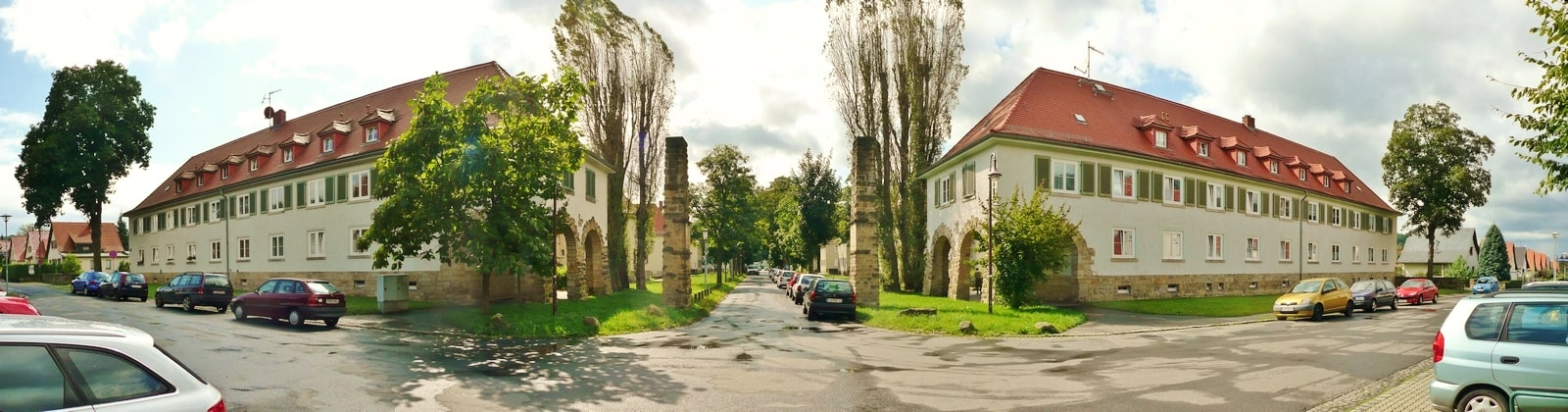
Blick in die Franz-Schubert-Straße mit ihren Wohngebäuden aus den 1930er Jahren

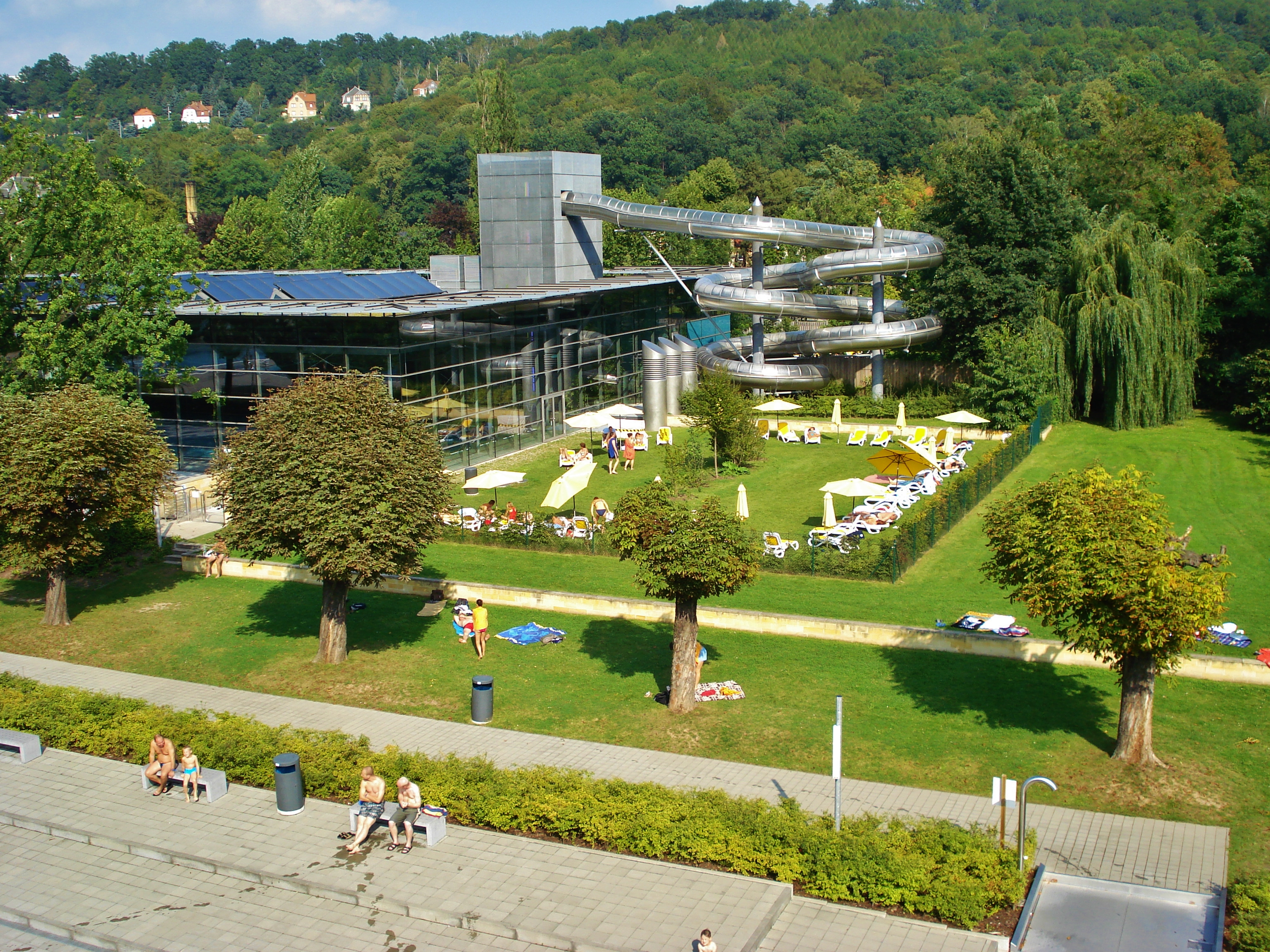
Anlagen im Geibeltbad Pirna

Die Südvorstadt liegt im Tal der Gottleuba, dessen Talsohle etwa 500 Meter breit ist. Die Gottleuba fließt dort am orografisch linken Talrand, die Südvorstadt liegt an ihrem rechten Ufer und dehnt sich in Nord-Süd-Richtung mehr als zwei Kilometer weit aus. Westlich der Südvorstadt erhebt sich der Kohlberg, am östlichen Hang zieht sich die bewaldete Viehleite entlang. Benachbarte Stadtteile sind die alte Obertorvorstadt im Norden, hinter dem Kohlberg Zehista im Westen und auf der Hochfläche im Nordosten Sonnenstein. Ebenfalls auf der Hochfläche liegen Krietzschwitz im Osten sowie der Struppener Ortsteil Ebenheit im Nordosten. Südwestlich benachbart ist der Dohmaer Ortsteil Goes.
Die Südvorstadt ist keine Vorstadt im eigentlichen Sinne. Sie liegt fernab von der Altstadt und ist nur teilweise zur Inneren Stadt Pirnas zu zählen. Der Nordteil gehört zur Gemarkung Pirna. Dort befinden sich zahlreiche ehemalige Kasernenbauten, die heute verschiedenen Zwecken dienen bzw. leerstehen. In einem dieser Kasernenbauten ist das DDR-Museum Pirna untergebracht. Weiter stadtauswärts nutzt das Evangelische Schulzentrum Pirna eines der Kasernengebäude. Außerdem liegt im nördlichen Teil der Südvorstadt das Geibeltbad Pirna. Der Südteil ab der Albrecht-Dürer-Straße gehört zur Gemarkung Rottwerndorf. Er ist ein aus Ein- und Mehrfamilienhäusern bestehendes Wohngebiet, dessen letztere Gebäude derzeit größtenteils der Vereinigten Gemeinnützigen Wohnungsbau-Genossenschaft (VGWG) Pirna-Süd und der Wohnungsgesellschaft Pirna (WGP) gehören. Das Wohngebiet wird umgangssprachlich auch als „Musikerviertel“ bezeichnet, da fast alle dortigen Straßen nach dem Zweiten Weltkrieg nach Komponisten benannt worden sind, darunter Schubert, Bach, Beethoven, Mozart und Haydn. Am südlichen Ende des Stadtteils liegt der Sportplatz des 1. FC Pirna, vormals SV Pirna-Süd. Südöstlich benachbart ist der Rottwerndorfer Ortskern Altrottwerndorf.
Wichtigste Straße im Stadtteil ist die Rottwerndorfer Straße, die als Staatsstraße 174 im Gottleubatal die Verbindung ins Stadtzentrum und nach Neundorf herstellt. Entlang dieser Route verkehren mehrere Buslinien des RVSOE, die im Stadtteilgebiet fünf Haltestellen bedienen. Seit 2018 wird im Kasernenareal der Südvorstadt die Gottleubatalbrücke der Bundesstraße 172n als Ortsumfahrung von Pirna errichtet. Die Brücke wird das Tal in bis zu 70 Meter Höhe überspannen.

## Geschichte

### Höllengut und Walkmühle

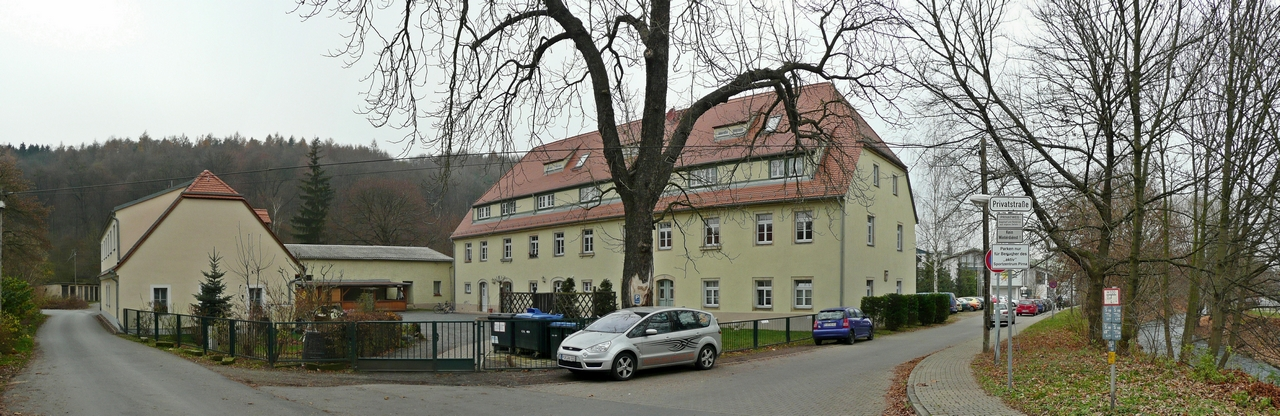
Blick auf das Höllengut

Zu den ersten Bauten im Bereich der späteren Südvorstadt zählt das ehemalige Vorwerk Hölle. Ein Ort „In der Hell“ wurde 1592/93 erstmals erwähnt. Die Grundherrschaft übten im 18. Jahrhundert anteilig Amt und Rat Pirna sowie das Rittergut Zehista aus. Im 19. Jahrhundert gehörte das Einzelgut zur Stadt Pirna und ging in deren Flur auf. Das Freigut hatte 1875 fünf Einwohner. Es befindet sich unmittelbar südlich des Geibeltbads.

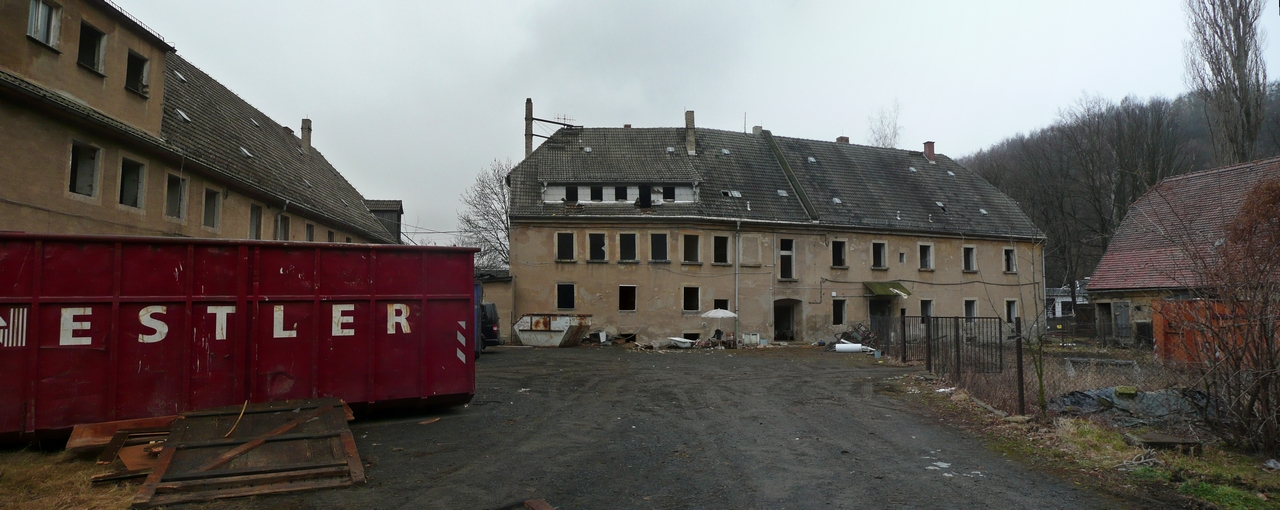
Abbruch der Walkmühle im Rahmen des Stadtumbaus Ost (Februar 2008)

Außerdem existierte unmittelbar nördlich des heutigen Geibeltbades die Walkmühle, die erstmals 1473 urkundlich genannt wurde. 1481 wurde sie als „meister moele der tuchmechir“ („Meistermühle der Tuchmacher“) erwähnt. Im Zuge der Belagerung der Festung Sonnenstein durch schwedische Truppen im Dreißigjährigen Krieg erfolgte die Zerstörung der Mühle. Die Jahre nach dem Wiederaufbau waren durch rasche Besitzerwechsel geprägt. Zwischen 1646 und 1721 wechselte die Walkmühle 13 mal den Besitzer. Im 18. Jahrhundert reduzierte sich die Zahl der in Pirna ansässigen Tuchmacher auf vier Personen, die den Betrieb der Mühle nicht mehr sicherstellen konnten, so dass das Anwesen am 27. Januar 1775 nach etwa 300 Jahren vom Tuchmacherhandwerk in Privatbesitz verkauft wurde. Zwischen 1824 und 1827 führte der Mühlenbesitzer Karl Gottlieb Häse unweit seiner Mühle am Kohlberg vergebliche Bergbauversuche auf Steinkohle durch. 1887 erwarb die Stadt Pirna die Mühle samt dem Höllengut, um auf der umliegenden Flur Kasernenbauten zu errichten. Die Mühle wurde zuletzt zu Wohnzwecken genutzt und 2008 im Zuge des Stadtumbau Ost abgebrochen. Auf der Rückbaufläche wurde 2011 der Neubau der Kita „Naseweis“ (vormals in der Mozartstraße der Südvorstadt) in Betrieb genommen.

### Kasernenareal

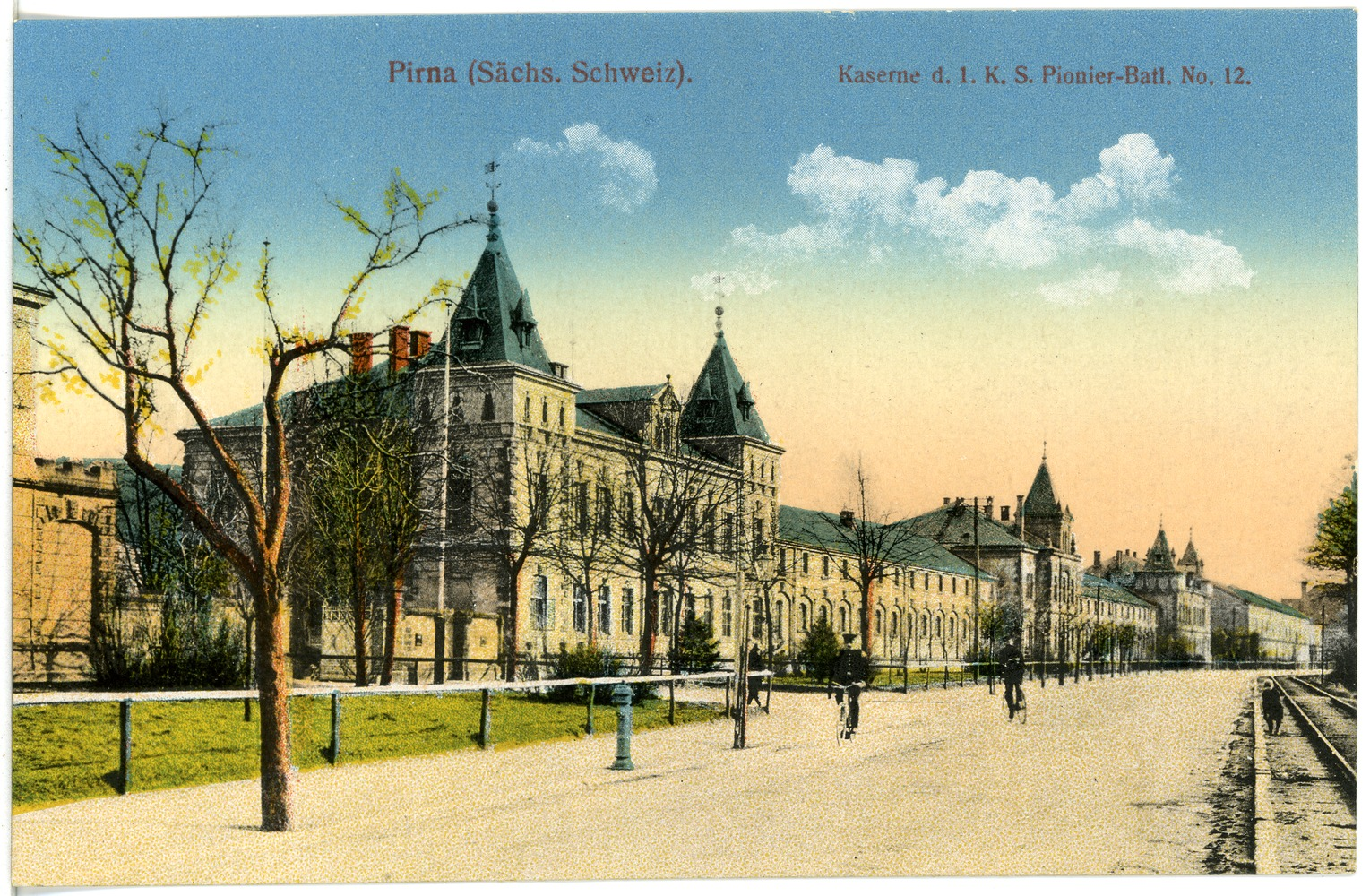
Historische Ansicht der „Grauen Kaserne“ des 1. Pionierbataillons Nr. 12 an der Rottwerndorfer Straße, rechts sind die Gleise der Gottleubatalbahn erkennbar

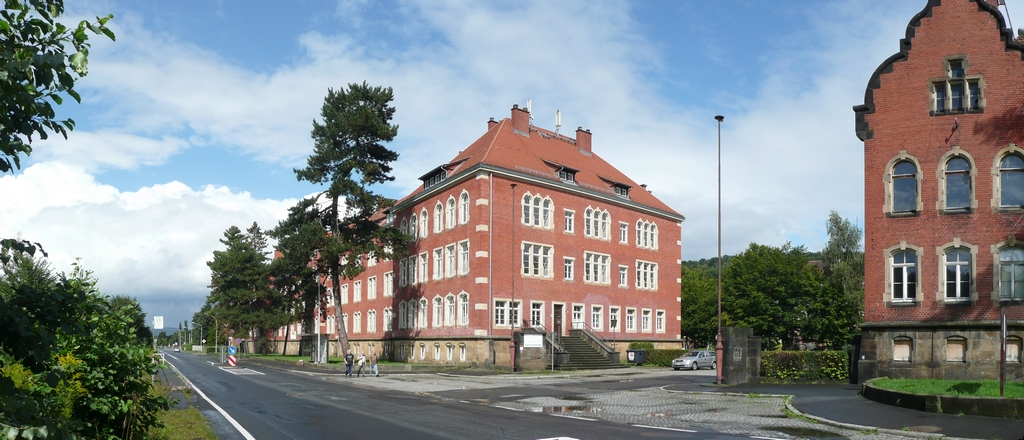
Blick auf die 1905/06 erbaute Rote Kaserne an der Rottwerndorfer Straße, links der Straße verlief die Gottleubatalbahn

Die Pirnaer Garnison bestand nach den Befreiungskriegen aus verschiedenen Abteilungen des Königlich-Sächsischen Gardereiter-Regimentes. Dieses wurde ab 1878 durch das „2. Feldartillerie-Regiment Nr. 28“ (FAR 28) ersetzt. Bis 1889 wurde das gesamte Regiment mit über 900 Soldaten und über 500 Dienstpferden in Pirna stationiert. Soldaten, Pferde und Ausrüstung des FAR 28 waren in verschiedenen städtischen und privaten Massenquartieren im ganzen Stadtgebiet untergebracht; die Bedingungen in den Quartieren waren von Anfang an unzureichend und führten zur Planung eines geschlossenen Kasernenareals. Planung und Bau übernahm die Stadt Pirna, die sich davon eine bessere Reputation als Sitz einer Garnison und Amtshauptmannschaft versprach. Deshalb erwarb die Stadt Pirna 1887 die Walkmühle samt dem Höllengut, um auf der umliegenden Mühlenflur Kasernen zu errichten. Entlang der Rottwerndorfer Straße entstand bis 1889 in unmittelbarer Nachbarschaft zur Walkmühle in Sandsteinbauweise die „Graue Kaserne“ als Unterkunft für das FAR 28. Die Baukosten beliefen sich auf ca. 770.000 Mark.
Die bis 1889 erfolgte Truppenverstärkung des FAR 28 am Standort Pirna konnte aber nicht komplett in der „Grauen Kaserne“ untergebracht werden, erneut mussten Massenquartiere im Stadtgebiet zur Unterbringung von Soldaten und Ausrüstung genutzt werden. Deshalb wurde die „Graue Kaserne“ zwischen 1898 und 1902 baulich erweitert.
Seit 1901 war Pirna zudem Garnisonsstandort des „5. Feldartillerie-Regiment Nr. 64“ (FAR 64). Damit stiegen die Ansprüche der Garnison nach Raum und Unterkünften. Zwischen 1901 und 1906 wurde das Kasernenareal deshalb nach Süden um die Bauten der „Roten Kaserne“ für das FAR 64 erweitert. Der Name der „Roten Kaserne“ leitet sich von den verwendeten roten Klinkern ab. Der entlang der Rottwerndorfer Straße entstandene Kasernenkomplex umfasste insgesamt eine Fläche von etwa 1200 × 200 Metern. Er erstreckte sich in Richtung Süden bis zur Flurgrenze von Rottwerndorf.
Das FAR 28 wurde 1913 nach Bautzen verlegt, stattdessen wurde das 1. Pionierbataillon Nr. 12 aus Dresden nach Pirna verlegt.
Nach dem Ersten Weltkrieg wurde die Pirnaer Garnison entsprechend den Bestimmungen des Friedensvertrages von Versailles aufgelöst. Zur Linderung der damals herrschenden Wohnungsnot wurden in den Hauptgebäuden der Kasernen 190 Wohnungen eingerichtet, Nebengebäude wurden auch als Lagerräume genutzt. Im Zuge der Aufrüstung der Wehrmacht entstand in Pirna wieder eine Garnison. Dafür ordnete die Heeresverwaltung bereits 1934 die Räumung der Wohnungen in den Kasernen an. Das Pionierbataillon Nr. 13, zog am 3. Oktober 1935 in Pirna ein.
Mit dem Ende des Zweiten Weltkrieges wurden die Kasernen von der Roten Armee besetzt und bis zum September 1945 als Kriegsgefangenenlager genutzt. Später dienten die Kasernen bis mindestens 1947 als Zwischenlager für Heimatvertriebene aus den ehemaligen Ostgebieten des Deutschen Reiches.
Mit der Aufstellung der NVA wurden Teile der Kasernen der Südvorstadt wieder militärisch genutzt. Hier waren seit 1956 das Pionierbataillon 7 (PiB-7) „Arthur Thiermann“ und seit 1961 das Bataillon Chemische Abwehr 7 (BChA-7) „Johann Eggert“ stationiert. Das Bataillon Chemische Abwehr hatte in Friedenszeiten nur Kompaniestärke. Beide Verbände gehörten zur 7. Panzerdivision der NVA. Die Division wurde im Zuge der Deutschen Wiedervereinigung am 6. März 1991 aufgelöst. Damit endete die militärische Nutzung des Kasernenareals der Südvorstadt.
Andere Teile der Kasernen wurden nach Ende des Zweiten Weltkrieges der militärischen Nutzung entzogen und zu Wohnzwecken genutzt.

### Wohngebiet Südvorstadt
Mit der militärischen Wiedernutzung der Kasernen entlang der Rottwerndorfer Straße hatte die Heeresverwaltung 1934 die Räumung der 191 in den Kasernen befindlichen Wohnungen angeordnet. Als Ersatz entstand ab 1935 in unmittelbarer südlicher Nachbarschaft das heutige Wohngebiet Südvorstadt. Erste Planungen sahen den Bau von 36 Sechsfamilienhäusern mit insgesamt 216 Wohnungen vor.
Die Errichtung der Siedlung erfolgte im Mehrfamilienhausbestand weitgehend im Zuge des genossenschaftlichen Wohnungsbaus durch die seit 1928 bestehende Heimstätten-Baugenossenschaft Pirna. Die ersten Wohnungen konnten bereits im Juni 1935 bezogen werden. Die Stadt Pirna und die Sparkasse förderten mit günstigen Krediten den Bau weiterer Wohnungen auch als Einfamilienhäuser. Insgesamt entstanden bis 1938 auf 239 Grundstücken 669 neue Wohnungen. Am 28. August 1938 erfolgte die offizielle Weihe des neuen Wohngebietes auf den Namen Hermann-Göring-Stadt. Die Straßen im Wohngebiet wurden ursprünglich nach bekannten Jagdfliegern des Ersten Weltkrieges wie Oswald Boelcke und Max Immelmann sowie bekannten Vertretern der nationalsozialistischen Bewegung wie Herbert Norkus und Hans Maikowski benannt. Die neue Siedlung zählte 2.345 Einwohner, davon 772 Kinder unter 14 Jahren. Der zentral gelegene Robert-Schumann-Platz (ehemals Norkusplatz) sollte nach Osten hin durch einen Schulbau samt Turnhalle und Freilufttheater am Hang der Viehleite abgeschlossen werden. Dieses Bauvorhaben wurde (vermutlich infolge des Ausbruchs des Zweiten Weltkrieges) nicht umgesetzt. Stattdessen erhielt der Platz nach 1949 seinen baulichen Abschluss durch die Errichtung eines Wohnblocks.
Die neue Siedlung entsprach der Architektur im Nationalsozialismus. Die Einfamilien-, Doppel- und Gruppenhausbauten sind im Stil der Heimatschutzarchitektur errichtet. Sie orientieren sich an einem orthogonalen Straßennetz, dessen Hauptstraßen in Platzbildungen enden. Weite Teile der Südvorstadt stehen heute als „Sachgesamtheit Südvorstadt“ unter Denkmalschutz.
Im Zuge der Luftangriffe auf Dresden fielen am 15. Februar 1945 irrtümlich auch Bomben auf die Pirnaer Südvorstadt. Das eigentliche Angriffsziel war der Bahnhof Dresden-Friedrichstadt, das jedoch aufgrund einer dichten Wolkendecke verfehlt wurde. 24 Flugzeuge der United States Army Air Forces warfen über der Siedlung Südvorstadt und dem angrenzenden Kasernenareal 430 Sprengbomben ab. Dabei wurden in der Siedlung zwölf Wohngebäude total zerstört, weitere 39 Gebäude erlitten schwere bis mittelschwere Beschädigungen. Bei dem Angriff kamen 7 Frauen und 7 Kinder ums Leben, 262 Menschen wurden obdachlos. Im benachbarten Kasernenareal erhielt ein Wehrmachtsbunker einen Volltreffer. Dabei starben 31 Soldaten.

### Entwicklung seit 1990
Ab 1993 begann die Sanierung der genossenschaftlichen Wohngebäude, die bis 2010 weitgehend abgeschlossen wurde. Südlich der Johann-Sebastian-Bach-Straße erfolgte in den 1990er Jahren die bauliche Erweiterung des Wohngebietes um mehrere Gebäude mit insgesamt 128 Wohnungen.
Eine in den 1990er Jahren eröffnete Niederlassung der Spar-Handelskette (Eurospar) schloss im Jahr 2002. Damit verschlechterte sich die Versorgungssituation im Wohngebiet deutlich.
Im Zuge des Stadtumbau Ost wurden ab 2004 insgesamt 285 dauerhaft leer stehende Wohnungen samt der dazugehörenden technischen Infrastruktur rückgebaut. Vom Abbruch betroffen waren sowohl Teile des Kasernenareals als auch Bereiche des in den 1930er Jahren errichteten Mehrfamilienhausbestandes, die hervorgerufen durch ungeklärte Eigentumsverhältnisse dem Verfall preisgegeben waren. Hier wurden 12 Häuser mit 125 Wohnungen abgebrochen. Die Rückbauflächen des ehemaligen Mehrfamilienhausbestandes wurden für den individuellen Wohnungsbau erschlossen.
Die ehemals im Kasernenareal vorhandene Heinrich-Heine-Schule wurde seit 2003 von einer evangelischen Grundschule und seit 2007 zusätzlich von einer evangelischen Mittelschule genutzt. Durch den Trägerverein beider Schulen wurden zwischen 2016 und 2018 zwei Gebäude der ehemaligen Roten Kaserne zu einem evangelischen Schulzentrum für bis zu 650 Schüler umgebaut. Die Investitionssumme dafür belief sich auf ca. 12,5 Millionen €. Seit 2020 wird benachbart zum Schulzentrum eine neue 3-Feld-Turnhalle errichtet (Investitionskosten ca. 5 Mio. €).
Teile des Stadtteils stehen heute als Flächendenkmal „Ensemble der Musikersiedlung, Pirna-Südvorstadt“ unter Schutz.

## Wirtschaft und Infrastruktur
Im Jahre 1940 wurde in Höhe der Kasernen der Haltepunkt Pirna Ost der Gottleubatalbahn eingerichtet. Die Bahnstrecke war 1880 zur Bündelung des starken Güterverkehrs in Betrieb gegangen – das Gottleubatal war damals eines der Zentren der Gewinnung von Elbsandstein, der auf der Rottwerndorfer Straße in Richtung Pirna transportiert wurde. Bis 1970 gab es noch Personenverkehr. Im Jahre 1999 wurde der Streckenabschnitt stillgelegt, drei Jahre später baute man die Gleise ab.